# Haim Gouri

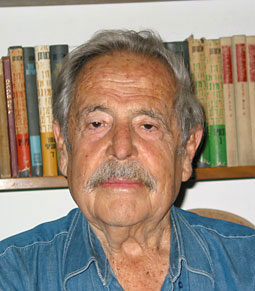
Haim Gouri (2005)

Haim Gouri (hebräisch חיים גורי; ursprünglich Haim Gorfinkel; geboren am 9. Oktober 1923 in Tel Aviv, Völkerbundsmandat für Palästina; gestorben am 31. Januar 2018 in Jerusalem) war ein israelischer Lyriker, Romanautor, Journalist und Dokumentarfilmer.

## Leben und Werk

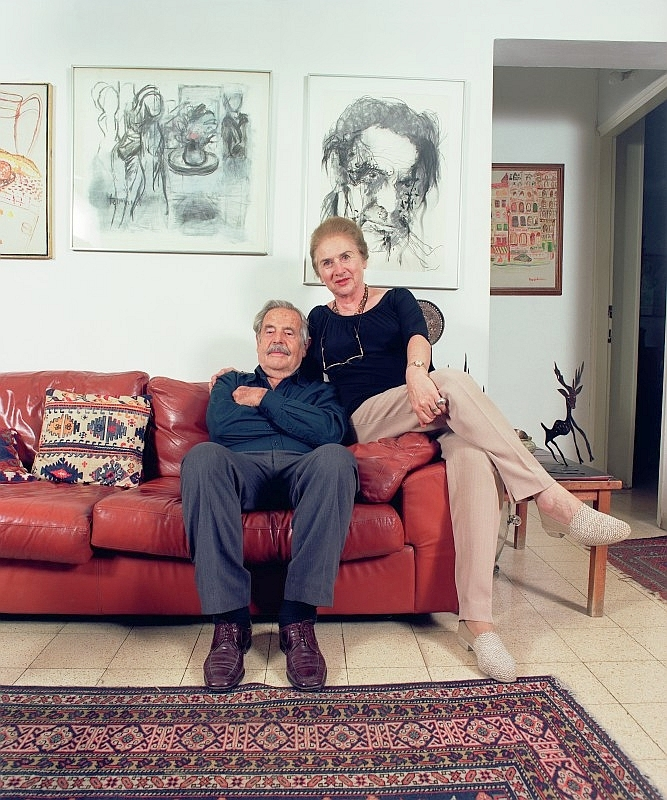
Haim Gouri und seine Frau Aliza (ca. 2003)

Haim Gorfinkel, später Gouri, wurde 1923 in Tel Aviv geboren – als Sohn von Gila und Yisrael, der seit der Staatsgründung bis zu seinem Tod im Jahr 1965 Abgeordneter der Knesset für die Mapai  war. 

1941 trat Haim in den paramilitärischen Palmach ein und gehörte zu den Ersten, die in ihm einen Offizierskurs absolvierten. 1947 wurde er nach Ungarn geschickt, um Holocaust-Überlebenden zu helfen, nach Palästina zu gelangen. 1948 kämpfte er im Palästinakrieg, seine Erlebnisse verarbeitete er in zahlreichen seiner Gedichte. Er studierte Literatur und Philosophie an der Hebräischen Universität Jerusalem sowie französische Literatur an der Sorbonne in Paris. Viele Jahre arbeitete er als Journalist. Als Prozessberichterstatter verfolgte er den gesamten Eichmann-Prozess. Seine Aufzeichnungen zum Prozess erschienen 1962 als Buch unter dem Titel Mul ta ha-sechuchit  (englische Übersetzung: Facing the Glass Booth: Reporting the Eichmann Trial). Als Filmemacher wirkte Gouri an Dokumentarfilmen mit, die den Holocaust thematisierten.
Gouri verfasste Gedichte, Romane und Essays. Gedichte von ihm erschienen in 25 Sprachen, und einige wurden vertont zu Volksliedern in Israel (z. B. HaRe'ut (deutsch: Die Kameradschaft)). Einige Romane von Gouri enthalten Anspielungen, die nur von seiner Generation verstanden wurden; diese Werke waren laut Gershon Shaked für Juden von einem anderen Kontinent und sogar für etwas jüngere oder ältere Zeitgenossen fremd und unverständlich.
Haim Gouri war verheiratet und hatte drei Töchter.

## Auszeichnungen (Auswahl)
- 1975: Nominierung für den Oscar (Academy Award) in der Kategorie Bester Dokumentarfilm für den Film Der 81. Schlag (Ha-Makah Hashmonim V'Echad), für den er das Drehbuch schrieb
- 1975: Bialik-Preis
- 1981: Yitzhak-Sadeh-Preis
- 1988: Israel-Preis im Gebiet Hebräische Dichtung
- 2011: Chevalier des französischen Ordens Ordre des Arts et des Lettres